# Project Siren
Project Siren (também conhecida como Team Gravity) é uma equipe de desenvolvimento de jogos eletrônicos que atua dentro do SIE Japan Studio. É mais conhecida pela série de terror de sobrevivência Siren, lançada para PlayStation 2 e PlayStation 3. A equipe é liderada pelo designer e diretor de jogos Keiichiro Toyama.
Seguindo o desenvolvimento da série Siren, Project Siren começou a desenvolver Gravity Rush para PlayStation Vita, que foi lançado em várias regiões em 2012.

## Jogos

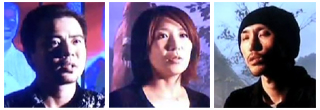
Principais membros da Project Siren. Da esquerda para a direita: Keiichiro Toyama, Naoko Sato, Isao Takahashi.

| Título             | Data de lançamento | Plataforma(s)    |
| ------------------ | ------------------ | ---------------- |
| Siren              | 2003               | PlayStation 2    |
| Forbidden Siren 2  | 2006               | PlayStation 2    |
| Siren: Blood Curse | 2008               | PlayStation 3    |
| Gravity Rush       | 2012               | PlayStation Vita |
| Gravity Rush 2     | 2017               | PlayStation 4    |